# Feldkirch
Feldkirch este un oraș în landul Vorarlberg din Austria. Se află la granița cu Elveția și Liechtenstein. Este un oraș medieval frumos cu un castel din secolul XII, denumit Schattenburg. 

## Politică
Primarul Feldkirchului este Wilfried Berchtold, membru al Partidului Popular Austriac.

### Consiliul
- ÖVP 24
- SPÖ 5
- Verzii 5
- FPÖ 2

## Obiective turistice
În acest oraș se află catedrala Sfântului Nicolae din perioada târzie a goticului.

### Galerie de imagini

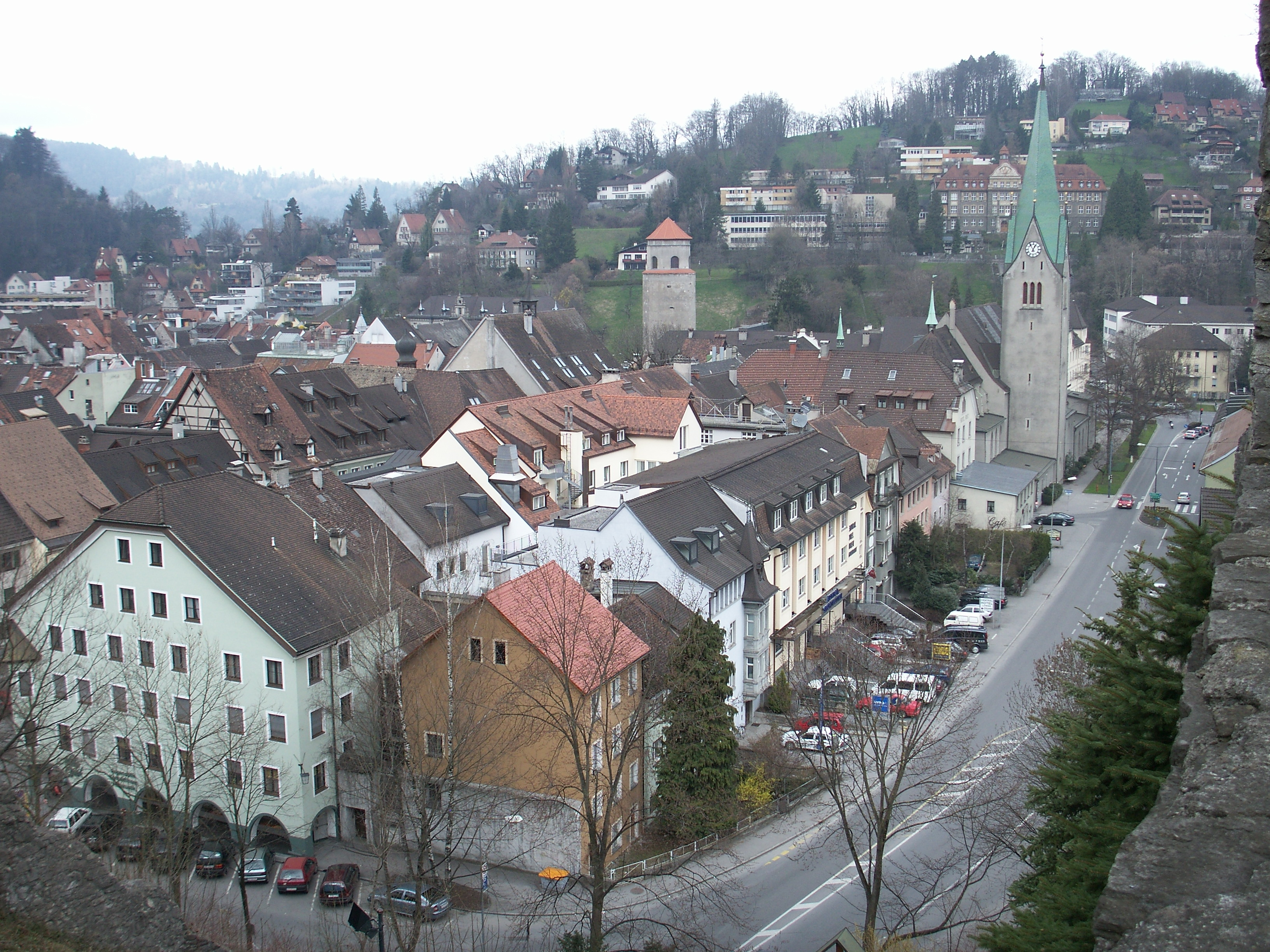
Feldkirch
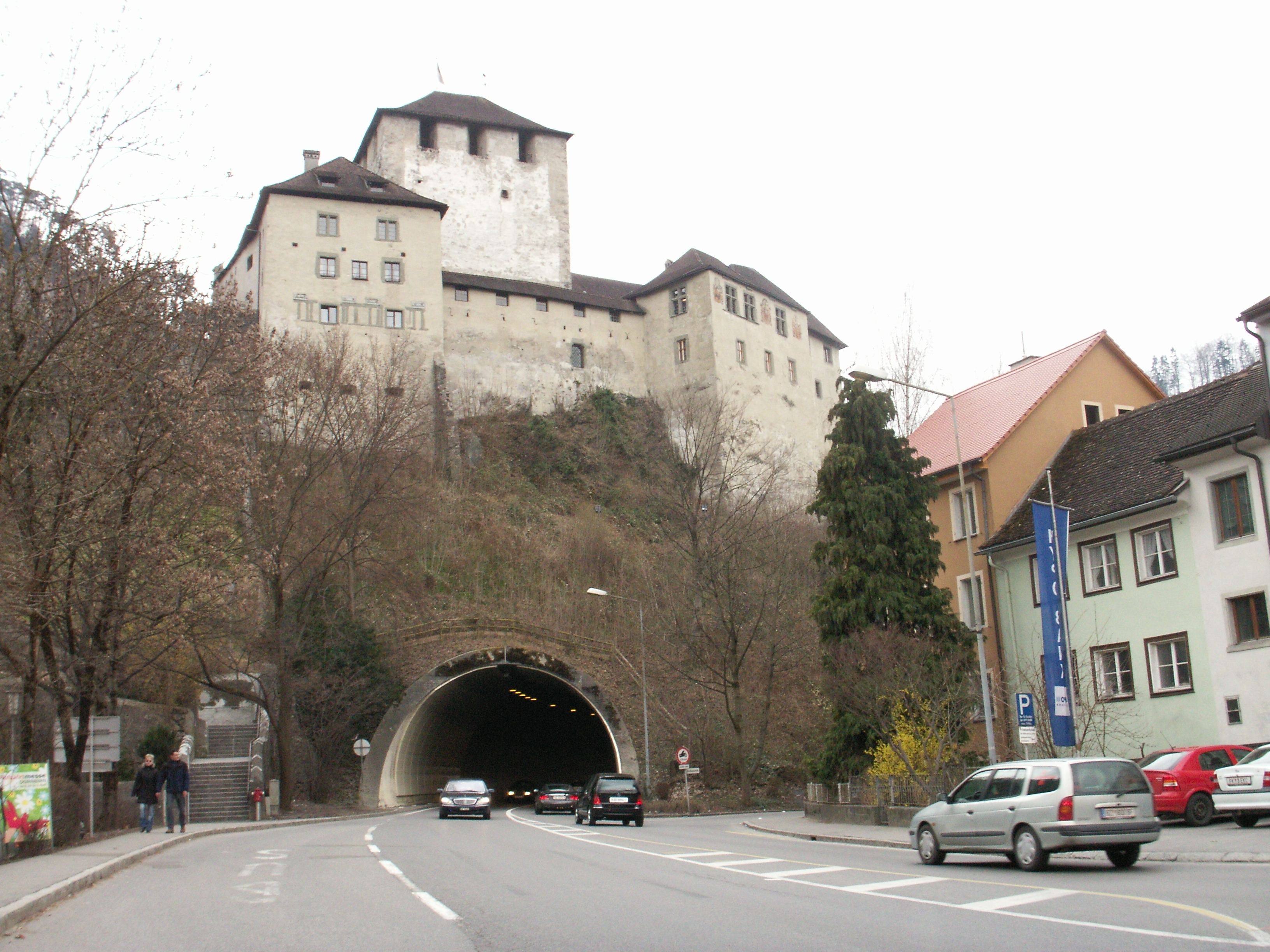
Feldkirch (castelul Schattenburg)
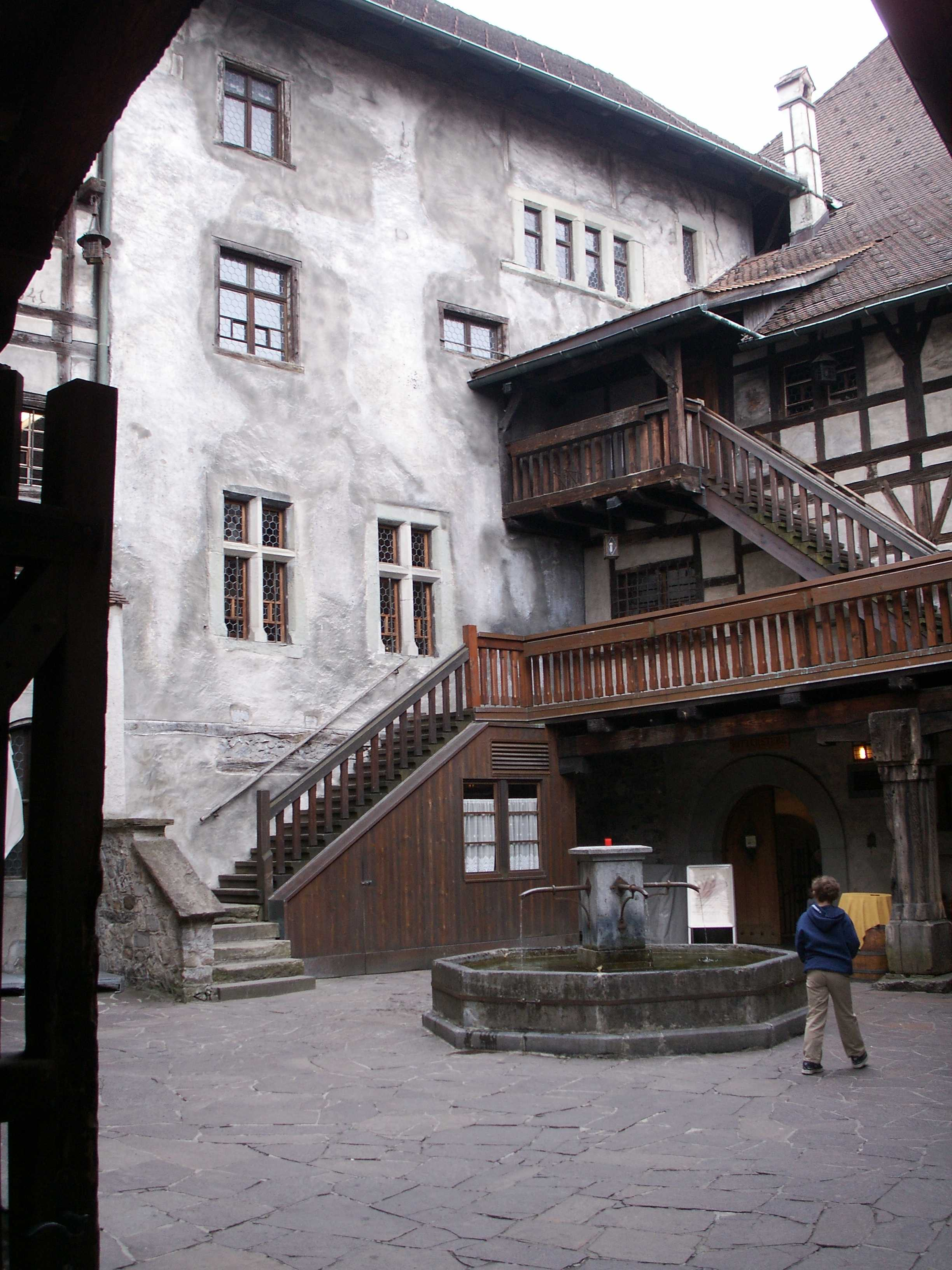
Feldkirch (castelul Schattenburg)
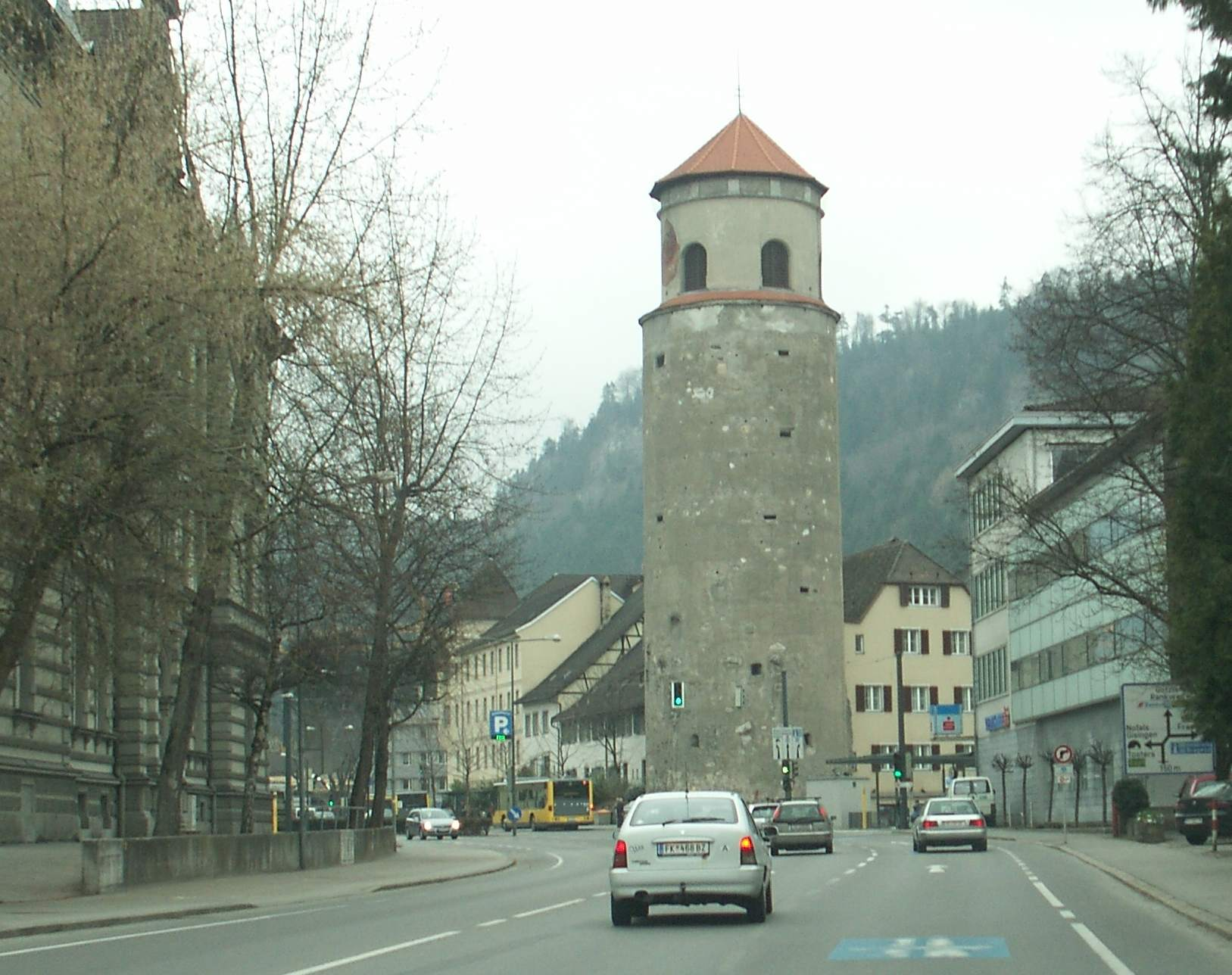
Feldkirch (turnul "Katzenturm")
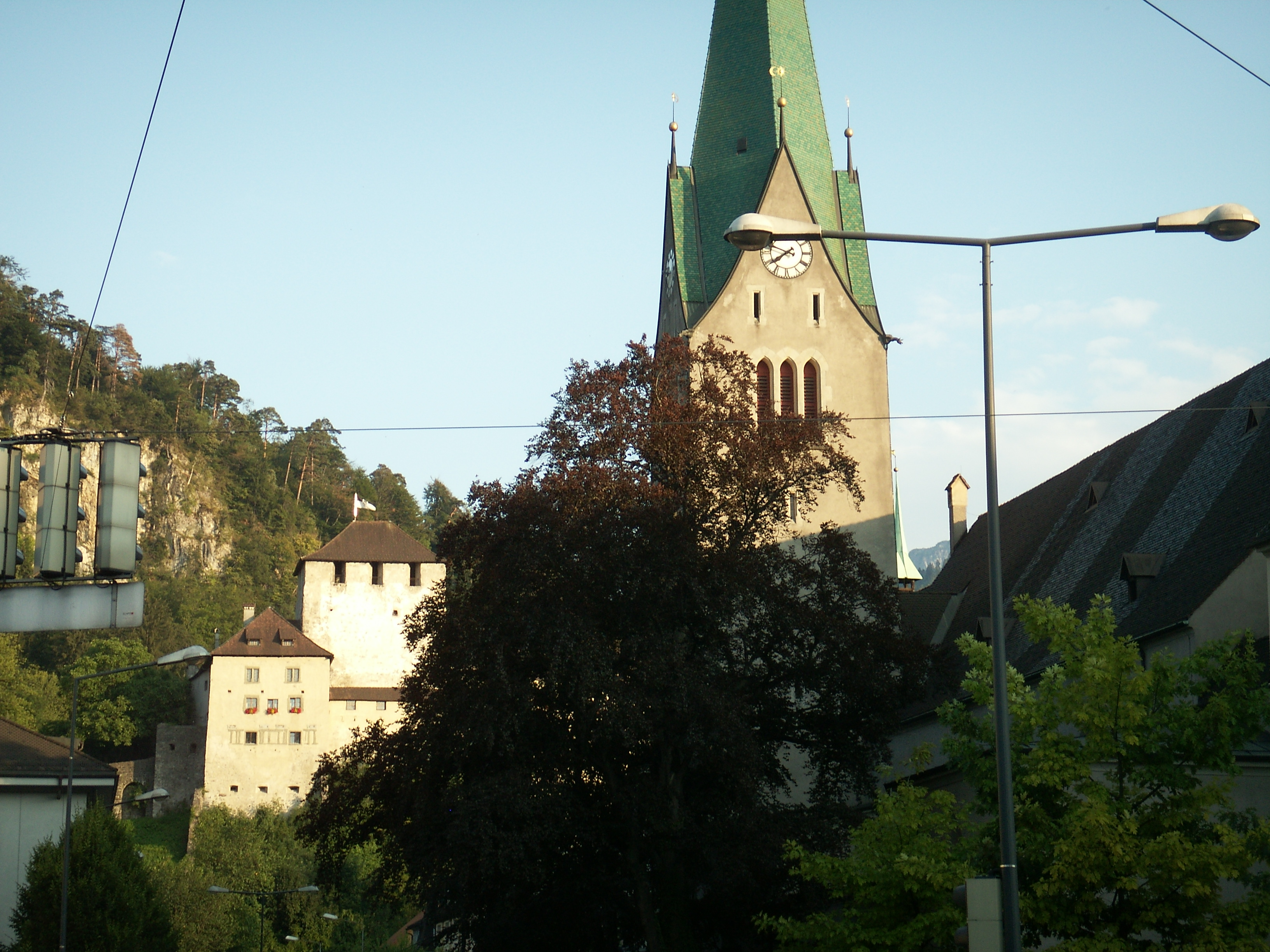
Feldkirch (castelul Schattenburg și Domul)
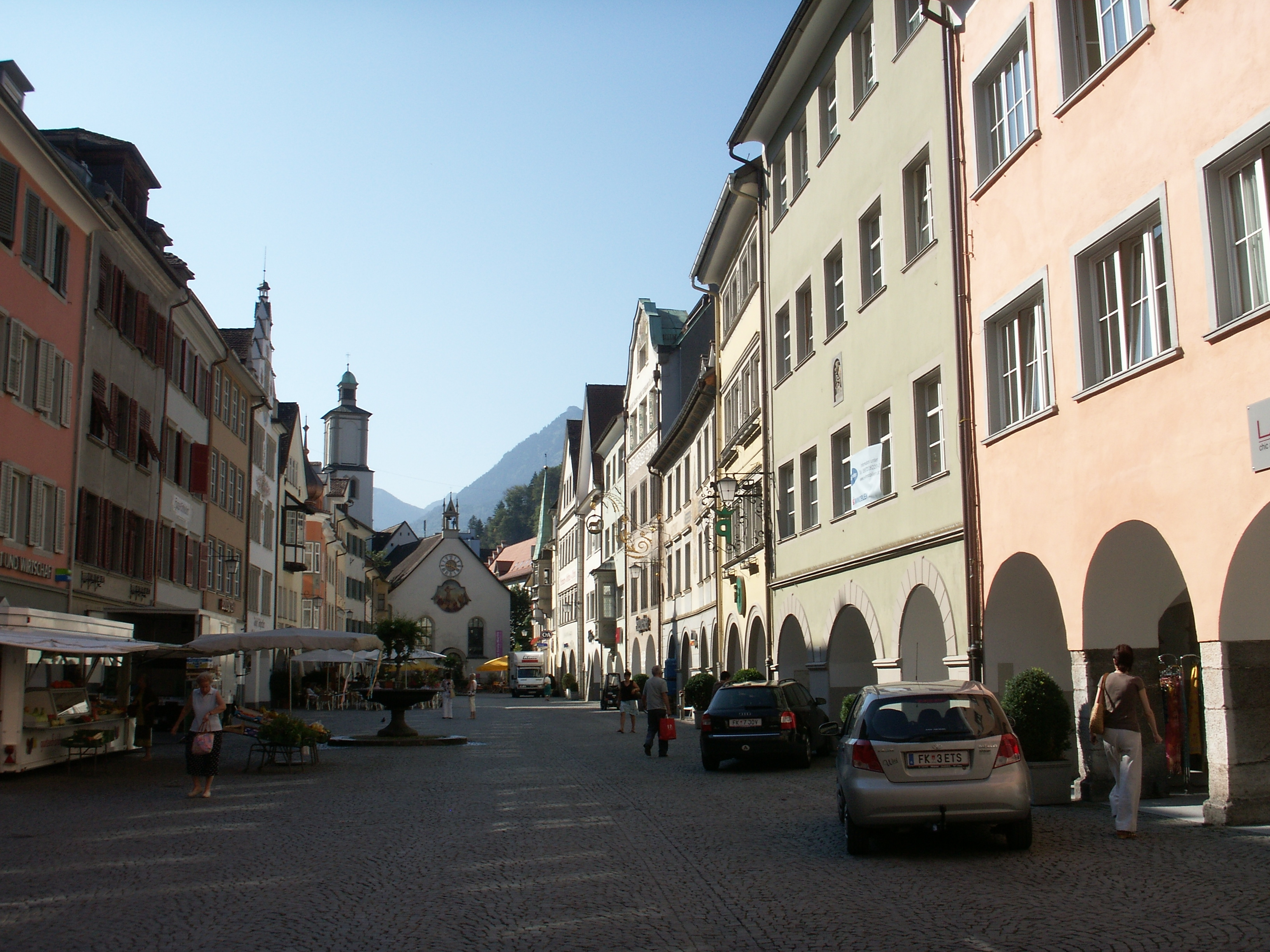
Feldkirch (Piața centrală)
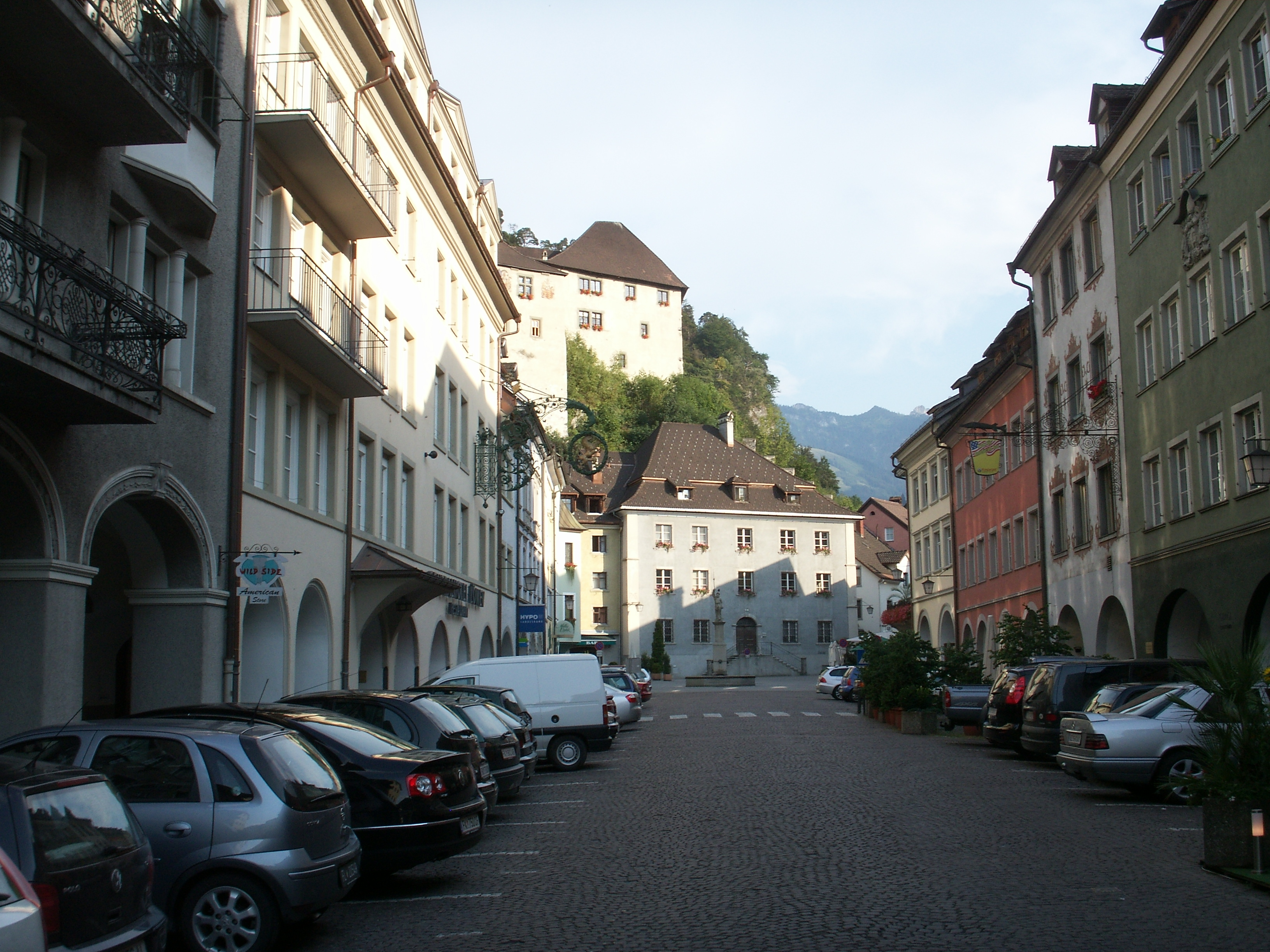
Neustadt
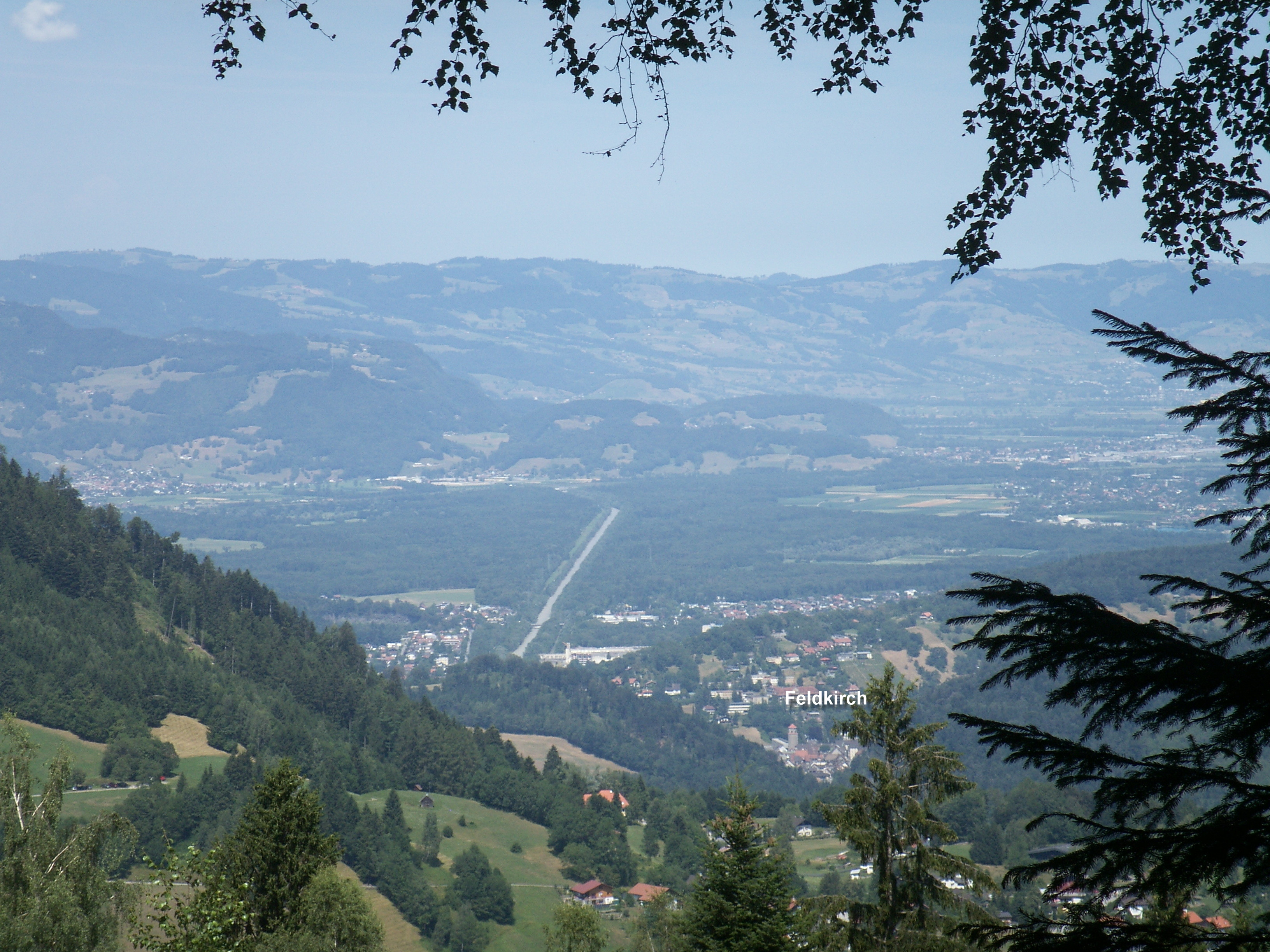
Vedere de pe Gurtis
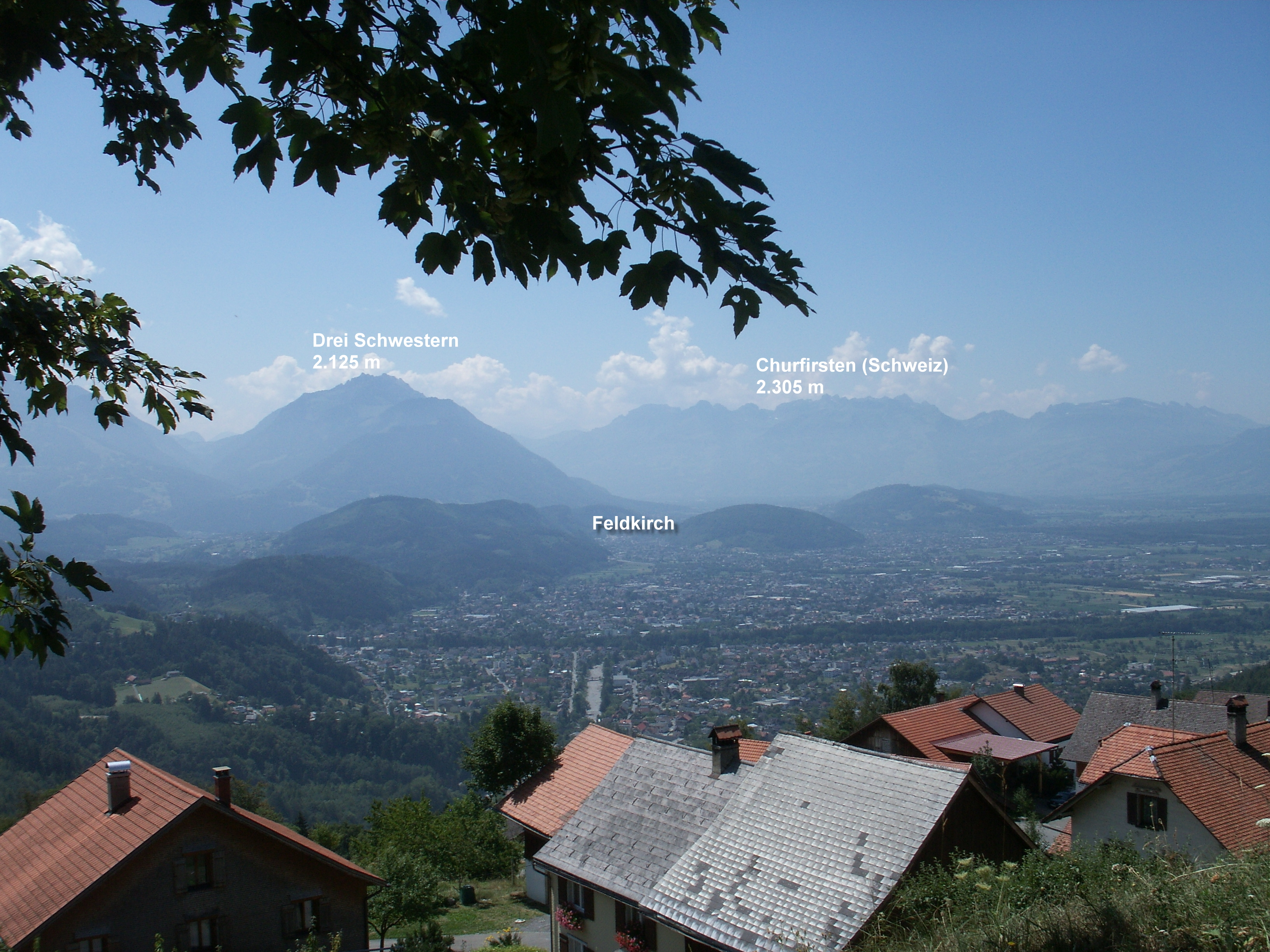
Vedere de pe Viktorsberg